# بانيوريجيو
بانيوريجيو؛ هي (بلدية) في مقاطعة فيتربو في منطقة لاتسيو الإيطالية، وتقع على بعد حوالي 90 كيلومتر (56 ميل) شمال غرب روما وحوالي 28 كيلومتر (17 ميل) شمال فيتربو.

## تاريخ
كانت المدينة الرئيسية الحالية في العصور القديمة إحدى ضواحي بلدة التل في نفس المدينة المعروفة الآن باسم سيفيتا دي بانيوريجيو. في العصور القديمة كان هذا يسمى نوفيمباجي و بالنيوم ريجيوم ، ومن أين جاء اسم باجنوريا في العصور الوسطى.
خلال الغزوات البربرية لإيطاليا ، بين القرنين السادس والتاسع ، احتل القوط الشرقيون واللومبارديون المدينة عدة مرات. يُقال إن شارلمان قد أدرجها في باتريمونيوم بيتري ، وأن الإمبراطور لويس الأول أضافها إلى الولايات البابوية في 822.
تشتهر بأنها مسقط رأس الفيلسوف القديس بونافنتورا (بشكل أكثر تحديدًا سيفيتا دي بانيوريجيو) في أوائل القرن الثالث عشر. الكاتب بونافينتورا تيتشي ينحدر أيضًا من بانيوريجيو.
إن الإشارة في رسالة البابا غريغوريوس الكبير إلى يوحنا المنتخب حديثًا أسقفًا لبانيوريجيو هي أقدم إشارة موجودة لأسقف بانيوريجيو ، لكنه لم يكن بلا شك الأسقف الأول. نمت الأبرشية على مر القرون ، حيث ضمت في عام 1015 ما كان يعتبر أبرشية بومارزو . بعد زلزال عام 1695 ، تم استبدال الكاتدرائية التي كانت في تشيفيتا دي بانيوريجيو بواحدة في بانيوريجيو نفسها. في عام 1986 ، تم دمج الأبرشية في أبرشية فيتربو ، التي كان أسقفها يديرها بالفعل منذ وفاة آخر أسقف أبرشية في بانيوريجيو في عام 1971.     لم تعد بانيوريجيو أسقفية سكنية ، فقد تم إدراجها اليوم من قبل الكنيسة الكاثوليكية كرؤية اسمية .